# Komórka konwekcyjna

Przekrój poprzeczny przez komórki konwekcyjne w cieczy ogrzewanej od spodu (konwekcja Bénarda).

Komórka konwekcyjna – układ wznoszących i opadających prądów konwekcyjnych w płynie, tworzących w stanie stacjonarnym zamkniętą pętlę.
Kształt komórek konwekcyjnych powstających w cieczy zależy od wielu  czynników: geometrii ośrodka (np. kształtu naczynia), rozkładu i wydajności źródeł ciepła, a także od właściwości płynu podlegającego konwekcji (w szczególności od jego liczby Rayleigha i lepkości).

## Komórki konwekcyjne w przyrodzie

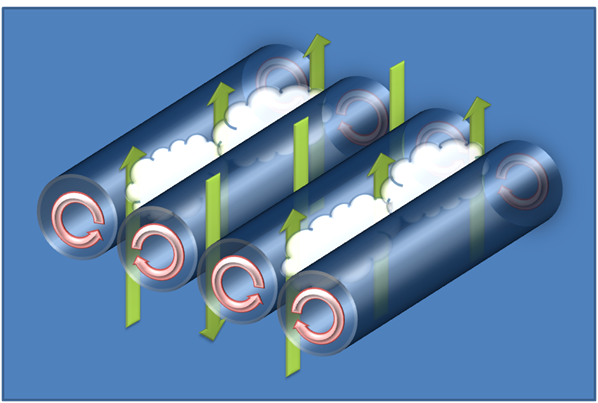
Komórki konwekcyjne w kształcie rolek, tworzące tzw. uliczki chmur.

Komórki konwekcyjne powstające w atmosferze mają wpływ na formowanie się układów burzowych i kształty chmur; na przykład uliczka chmur tworzy się w miejscu, gdzie dwie sąsiadujące komórki konwekcyjne o kształcie rolek wynoszą wilgotne powietrze ku górze. Także wielkoskalowa cyrkulacja powietrza obejmująca całą planetę, wynikająca z różnic temperatury i ciśnienia, jest podzielona na komórki (w przypadku Ziemi są to: komórka Hadleya, komórka Ferrela i komórka polarna).
Innym przykładem komórek konwekcyjnych są granule widoczne na powierzchni Słońca.
Ruchy płyt tektonicznych mają najprawdopodobniej związek z konwekcją w płaszczu Ziemi, aczkolwiek granice zbieżne i rozbieżne płyt nie odzwierciedlają dokładnie granic komórek konwekcyjnych w górnym płaszczu, ze względu na to, że litosfera zachowuje się jak ciało sztywne.